# Christine Love
Christine Love (Manila, 28 de julio de 1984) es una cantante filipina de género RnB.

## Biografía
Christine Love nació el 28 de julio de 1984 en la ciudad de Manila. Cariñosamente también es conocida por sus seres queridos como "Tin-Tin" o "Love" o "Amor".

## Ejecución
- Destacada intérprete República Convención Orleans Hotel con el alcalde Oscar Goodman, (Las Vegas, Nevada) Himno Nacional, "Star Spangled Banner".
- artista del momento, Sahara Hotel (Las Vegas, Nevada).
- El último álbum titulado "Happy " de Viva registros.
- Apertura actuar en nombre de Michael Bolton.
- Destacado intérprete de Resorts World Manila, diciembre de 2009.
- Artista intérprete o ejecutante.
- Atractivos para el "Festival Internacional de Jazz 2007" (con Diana Shur y Flora Purin).
- Artista intérprete o ejecutante destacados en el B.B. "Rey de Jazz y Blues Club "(Nueva York).
- "Hasta las Nubes" del Concierto con Gabby Concepción y Libanan Nonoy (octubre de 2008, Museo de la Música).
- "Nieves Martin: Live On Stage" Invitado Especial (Greenbelt, Makati, Filipinas).
- Salón del Hotel Bellagio (Las Vegas, Nevada).
- Hotel Pechanga (San Diego, California).
- Escucha de Teatro (Washington D. C.).
- Teatro de la Florida (Jacksonville, Florida).
- Estadio del Atlántico (Atlantic City).
- Peppermill Hotel (Reno, Nevada).
- Teatro Deborah (Nueva Zelanda).
- Hilton Hotel (San Francisco) con Toti Fuentes.
- Hitmakers más grande (EE. UU. y gira por Australia).
- The Way We Were Concierto (Coliseo Araneta) con Basilio Valdez y Puno Rico.
- El tiempo para brillar, el Concierto (Museo de la Música).
- Serie de conciertos en solitario en el Hard Rock Cafe (Makati, Filipinas) con Paolo Montalban, Nonoy Zúñiga, Marco Sison.
- Alegría Salón con Richard Merck.
- Concierto de los árboles con Jackie Magno (Órgano de bambú).

## Discografía

### Álbum de Estudio
- Happy o Feliz (2009; Viva Records)

## Sencillos
- Feliz
- Hasta el Fin de los Tiempos
- Pecador de San
- Hasta las nubes
- Vamos a hacer memoria
- Alguien  Por favor, dígame
- Baby I Love You
- Precious Love
- Puso sa Puso